# Johannes Erxleben
Johannes Erxleben (n. 1 aprilie 1893, Schwedt/Oder, Brandenburg, Germania – d. 2 noiembrie 1972, Bielefeld, RFG) a fost un general german din Wehrmacht, care a îndeplinit funcții de comandă în timpul celui de-al Doilea Război Mondial.

## Biografie
Johannes Erxleben a fost fiul unui preot. A fost admis în corpul cadeților din Potsdam la vârsta de 10 ani și a devenit Leutnant (locotenent) în 1913. Erxleben a făcut parte în timpul Primului Război Mondial în unitățile de transmisiuni și a fost avansat Oberleutnant în 1918. La 1 octombrie 1919 a fost transferat în noua armată germană (Reichswehr) și a fost comandant al mai multor departamente de transmisiuni. A fost avansat la gradele de căpitan (1927) și maior (1934), iar apoi, după înființarea oficială a Wehrmachtului, la gradul de locotenent-colonel (1937).
La începutul celui de-al Doilea Război Mondial Erxleben a participat la campania din Polonia și a fost comandant de transmisiuni în orașul cucerit Poznań. În primele etape ale campaniei de pe Frontul de Vest a comandat un regiment de transmisiuni, fiind avansat la 1 aprilie 1940 la gradul de colonel. În activitatea de pregătire a Operațiunii Barbarossa, a preluat la 25 octombrie 1940 postul de comandant al transmisiunilor Armatei a 11-a Germane și a luat parte la luptele din Ucraina și din țările baltice. Colonelul Erxleben a fost decorat la 19 septembrie 1941 cu Ordinul „Steaua României” cu spade, în gradul de Comandor cu panglica de „Virtutea Militară” „pentru destoinicia și devotamentul de care au dat dovadă pe câmpul de luptă în operațiunile contra bolșevicilor în colaborare cu trupele române”.
La 5 martie 1942 a devenit comandantul transmisiunilor din Armata a 12-a și din 23 ianuarie 1943 a fost transferat pe același post în cadrul Grupului de Armate E. La 25 februarie 1943 a fost numit comandant al transmisiunilor din sudul Franței și, la 1 octombrie 1943, a fost avansat la gradul de general-maior. La 1 noiembrie 1943 a fost numit înalt comandant al transmisiunilor, îndeplinind această funcție până la 25 iunie 1944 când a fost trecut în rezerva de comandanți (Führerreserve) a Wehrmachtului.
În vara anului 1944 Erxleben a fost transferat la Kassel și numit oficial pe 15 septembrie 1944 în funcția de comandant militar al orașului. Principala sa misiune a fost organizarea de apărării antiaeriene a acestui oraș important pentru industria de apărare germană, dar orașul Kassel a fost totuși aproape complet distrus în cele 40 de raiduri aeriene aliate efectuate în perioada 1944-1945. În martie 1945 Erxleben a fost numit comandant de luptă al fortăreței Kassel și a devenit astfel superiorul tuturor unităților Wehrmacht, a poliției locale și a celor trei curți marțiale existente acolo. A comandat forțele militare germane în Bătălia de la Kassel din 1-4 aprilie 1945, soldată cu victoria Aliaților. În dimineața zilei de 3 aprilie a împușcat personal un civil dintr-un grup mare de huligani ce jefuiau un magazin de băuturi alcoolice. În noaptea următoare ofițerul de ordonanță Dirk Uhse, pe care-l trimisese la Divizia 80 Infanterie a Armatei Americane pentru a negocia un armistițiu, s-a predat din proprie inițiativă și contrar ordinelor primite. Erxleben a fost luat prizonier de război, fiind eliberat pe 6 iunie 1947.
Din cauza împușcării civilului, Erxleben a fost condamnat la 19 martie 1949 de către Curtea cu Juri din Kassel la patru luni de închisoare pentru ucidere din culpă. În urma apelului formulat de procuratură, Tribunalul Regional Superior al landului Hessa a anulat la 7 iulie 1949 acea hotărâre jucătorească din 7 iulie 1949 din motive procedurale. La 14 februarie 1950 Tribunalul Regional din Kassel l-a condamnat pe Erxleben pentru omucidere la zece luni de închisoare și la plata cheltuielilor de judecată.

## Decorații
- Ordinul „Steaua României” cu spade, în gradul de Comandor cu panglica de „Virtutea Militară” (19 septembrie 1941)[1]

## Legături externe
- Dirk Uhse: Die Kapitulation der „Festung Kassel” am 4. April 1945 vor dem Weinbergbunker Arhivat în 19 iulie 2019, la Wayback Machine., bei Weinberg Kassel